# Aliança não escrita
A Aliança não escrita é o termo utilizado para se referir ao relacionamento cordial que se estabeleceu entre Brasil e Estados Unidos da América no início do século XX. A relação fora descrita também como um acordo tácito entre as duas nações, recebendo também um cognome consagrado, Entente Cordiale.

## Antecedentes
Já na época da Inconfidência Mineira, relações que iam além da normalidade eram ensaiadas, como foi o caso da visita de José Joaquim Maia a Thomas Jefferson em Paris, para pedir auxílio ao movimento emancipacionista mineiro. Quando Dom João VI muda a corte para o Brasil, os Estados Unidos creditam seu primeiro diplomata na América Latina.
Em 1824, os EUA foram o primeiro país a reconhecer a Independência do Brasil. Contudo, ao início “promissor”, não correspondeu ao que mais tarde seria referida como uma “amizade tradicional”. Vários motivos concorreram para tal: a inépcia e arrogância dos primeiros diplomatas americanos creditados no Brasil, diplomatas brasileiros pouco importantes creditados em Washington, formas de governo distintas e desconfiança mútua, a ambição americana sobre a Amazônia e a posição brasileira quanto aos Estados Confederados da América (dando acesso a portos e recebendo emigrantes). Desse modo a relação bilateral esteve comprometida por cinquenta anos, de 1825 a 1875.
Em 1876, D. Pedro II visita os EUA. A visita surtiu uma curiosidade e aproximação por partes de ambos. Os EUA se impressionavam com a personalidade de Dom Pedro II e este com a robustez do colosso do Norte. Nesse período os EUA já haviam se tornado o principal mercado para as exportações brasileiras, entretanto o Reino Unido continuava a predominar na Política externa do Brasil. Ainda assim, as dificuldades presentes no relacionamento foram se encerrando e iniciou-se um período de negligência amigável.
Quando houve a Proclamação da República em 1889 um élan republicano tomou conta dos meios políticos. Após anos isolada do continente, a jovem República Brasileira buscava se aproximar mais das Américas do que da velha e monárquica Europa. Com o fim do Império Brasileiro, encerrou-se também a influência que a aristocracia açucareira tinha e alça os cafeicultores ao centro das decisões políticas.
Nessa época fora creditado em Washington o antigo cônsul em Nova Iorque, Salvador de Mendonça. Ele era notoriamente pró-americano e buscou por meio de acordos comerciais aproximar as duas nações. O sentimento de entendimento entre as duas nações cresceu com a intervenção favorável dos EUA na Revolta da Armada, com a decisão favorável ao Brasil na Questão de Palmas, arbitrado pelo presidente Grover Cleveland, e com a posição brasileira durante a Guerra Hispano-Americana.

## 1902-1912
Foi no período do Barão do Rio Branco como chanceler brasileiro, que ocorreu a formação, o apogeu e, com o fim da Era Rio Branco, o fim da aliança cordial entre Brasil e EUA. O Barão possuiu um papel tão primordial no entendimento com os EUA porque quando assumiu a Chancelaria, recebera do presidente Rodrigues Alves “carta branca” para cuidar dos negócios externos. Mais além, o Barão do Rio Branco fora educado orientado para a cultura europeia e passara longos anos na Europa. Não se estranharia se Rio Branco operasse o Itamaraty voltado para a Europa.
Entretanto, o realismo do Barão do Rio Branco e seu objetivo de aumentar o prestígio nacional fizeram com que ele defendesse a amizade com os Estados Unidos. O Barão compreendia o papel que os EUA teriam para o mundo e como uma aliança com tal país era tão necessária quanto benéfica.
Ao assumir a Chancelaria, o Barão deparou-se com uma delicada situação, a Questão do Acre. Nessa contenda o Brasil preocupava-se com a atuação dos EUA, pois se tratava de investimentos de nacionais estadunidenses na empreitada. Resolveu-se a questão procurando não prejudicar os interesses americanos. Houve, para tanto, o pagamento de uma indenização à companhia de colonização e a observação de que a empreitada poderia cair em mãos europeias (ferindo a Doutrina Monroe). A questão fora resolvida bilateralmente posteriormente com a Bolívia no Tratado de Petrópolis.
Terminada essa tensão inicial envolvendo os EUA, o caminho para a aproximação estava livre. A primeira manifestação clara de relações cada vez mais cordiais entre os dois países ocorreu no caso da independência do Panamá. A independência do Panamá possuía claro apoio dos Estados Unidos da América, e era de se esperar que as nações sul-americanas, assombradas com várias revoltas separatistas, agissem com extrema cautela e ojeriza. No entanto, o Barão de Rio Branco agiu de modo a reconhecer o Panamá de forma rápida, negou friamente o pedido de apoio do governo colombiano e concatenou o reconhecimento conjunto pelos países do ABC. Outro caso foram as disputas limítrofes entre Peru e Brasil. Os EUA, apesar do pedido de apoio por parte do Peru e de se declararem neutros, atuaram na intermediação informal das negociações, tendo inclusive expressado concordância com os termos do Brasil.
Essa aliança tácita possuiu como celebração a elevação das legações de ambos os países a embaixadas e como apogeu a visita do Secretário de Estado Elihu Root ao Brasil. As contendas anteriores, que se desenvolveram em Washington, mostraram que o eixo da política externa não mais seria Londres e sim aquela capital. Além do mais, um embaixador teria mais condições de atuar e uma embaixada recebia mais verbas. Por sugestão de Rio Branco, ambas as legações são elevadas a embaixada e Joaquim Nabuco é nomeado o primeiro embaixador do Brasil nos EUA.
A visita de Elihu Root marca o apogeu do entendimento entre Brasil e Estados Unidos. Root visitou o Brasil na época da Conferência Pan-Americana realizada no Rio de Janeiro, na que foi a primeira viagem ao exterior de um Secretário de Estado americano. A expectativa era tamanha que enorme cifra foi gasta em preparativos para o honorário visitante. A visita marcava o sucesso da política de aproximação do Barão de Rio Branco, levada conduzida energicamente por Joaquim Nabuco. Os discursos de ambas as partes demonstravam um interesse mútuo na amizade alcançada, e não dispensaram elogios e planos.
Após a clara consolidação de relações cordiais, o primeiro abalo a ela veio logo em seguida, na Segunda Conferência Internacional da Paz na Haia em 1907. Nessa Conferência as instruções tanto de Rio Branco, quanto do Secretário Root eram para uma ação conjunta. Entretanto, a ausência tanto de Nabuco, quanto de Root de Washington nos trabalhos preliminares e no período inicial da Conferência minaram a cooperação. De modo que o enviado americano Joseph H. Choate, a quem a ideia de aproximação com o Brasil não era quista, e Rui Barbosa agiram independente um do outro, e em algumas ocasiões de forma antagônica.
Contudo, após o episódio da Conferência ambos os lados estavam de certa forma embaraçados com o desempenho de seus representantes e tanto Root, quanto Rio Branco expressaram abertamente o desejo de que as relações não fossem abaladas. Mostras de atuação conjunta, como o reconhecimento de independência e proclamações, assim como o apoio mútuo em atritos com outros países do continente. Tal política fora conduzida voluntariosamente pelo Barão do Rio Branco, tendo como arauto Joaquim Nabuco, e pelo secretário de estado Elihu Root.
Nos últimos anos do Barão de Rio Branco na chancelaria as relações de amizade entre os dois países deterioraram. A deterioração deveu-se à saída de Root da Secretaria de Estado e o posterior falecimento de Joaquim Nabuco. Nabuco fora peça fundamental na política de aproximação entre os dois países, por seu esforço e determinação em atingir esse objetivo e pela estima de autoridades americanas que conseguiu. Tamanho era o prestígio de Nabuco nos EUA, comparecendo ao seu funeral o Presidente William H. Taft, que ofereceu um navio para o traslado do corpo.

## Condicionantes
Fator fundamental no entendimento cordial entre os dois países foi a aceitação do Brasil da Doutrina Monroe. Desde o tempo da Independência do Brasil, essa doutrina era vista como benéfica no sentido de proteger os países americanos da cobiça europeia. Não apenas o Brasil aceitou a doutrina, como a defendeu. O Brasil dava uma leitura diferente a tal doutrina, como uma expressão das relações fraternas do continente e de segurança coletiva. Inclusive, promovendo-a entre os países hispânicos, mais reticentes quanto à Doutrina Monroe.
A aproximação encontra causa não apenas no voluntarismo de Rio Branco e Root, mas também em condicionantes materiais. Os EUA eram o principal mercado consumidor isolado dos maiores produtos da pauta brasileira e havia uma enorme complementaridade entre as economias (o que não ocorria com EUA e Argentina). Soma-se a posição singular comum face países hispânicos e a inspiração que o desenvolvimento dos EUA causava ao Brasil. Outro aspecto era que uma amizade com os EUA aumentaria muito o prestígio e o moral do Brasil, de modo que facilitaria a realização de seus objetivos.
Houve sempre uma disposição maior do Brasil em levar a cabo a política de amizade, pois tinha mais a lucrar com a aliança. Para os Estados Unidos, afora o voluntarismo expresso por Root, interessava a aliança com o Brasil em seu esquema sub-regional para a América do Sul, e para vender seus produtos. Contudo, os EUA envolviam-se cada vez mais em questões globais, na Europa e na Ásia, que nada se relacionavam com o eixo com o Brasil.
A aliança não-escrita era um eixo essencial pelo qual foram tratados os objetivos primários do Brasil: a delimitação de territórios, o prestígio nacional, a liderança na América do Sul, a promoção comercial e alternativa ao Reino Unido. Fora forjada tanto pela vontade de seus protagonistas quanto pelos condicionantes materiais, mas não sobreviveu ao ocaso daqueles.